# Eilema cramboides
Eilema cramboides là một loài bướm đêm thuộc phân họ Arctiinae, họ Erebidae.